# Гоциридзе, Роман
Гоциридзе, Роман — советник президента Грузии по экономическим вопросам, секретарь Президентского экономического совета с сентября 2007 года. В прошлом — президент Национального банка Грузии (2005—2007), председатель финансово-бюджетного комитета парламента Грузии (2004—2005). До этого в 1992—1993 годах занимал пост заместителя премьер-министра по экономике. С 1989 года — член Республиканской партии Грузии.

## Биография
Роман Гоциридзе родился 16 декабря 1955 года в абхазском городе Гали. В 1981 году окончил экономический факультет Тбилисского государственного университета. В 1986 году — аспирантуру этого же университета.
Осенью 2003 года Гоциридзе поддержал «революцию роз» — бескровный государственный переворот с массовым участием жителей республики, в результате которого Шеварднадзе был отрешен от власти, хотя сам Гоциридзе в революционных событиях не участвовал.
22 марта 2005 года Гоциридзе стал президентом Национального банка Грузии и председателем совета директоров банка. В сентябре 2007 года Гоциридзе покинул пост президента Национального банка Грузии и был назначен советником президента Саакашвили по экономическим вопросам и секретарем президентского экономического совета.
1. 1 2  საქართველოს ბიოგრაფიული ლექსიკონი (груз.) — 2001.